# Giro dei Paesi Baschi 1926
Il Giro dei Paesi Baschi 1926, terza edizione della corsa, si svolse dal 4 all'8 agosto su un percorso di 746 km ripartiti in quattro tappe. La vittoria fu appannaggio del lussemburghese Nicolas Frantz, che completò il percorso in 27h13'59", precedendo l'italiano Ottavio Bottecchia e il francese Victor Fontan. 
Il vincitore riuscì a prevalere al termine di una lunga battaglia, che sembrò riproporre "in piccolo" il duello del Tour de France 1924.
In questa edizione venne inaugurato un percorso che partendo da Bilbao, passava nell'ordine per Vitoria, Pamplona e San Sebastián concludendosi a Getxo, che resterà invariato fino all'edizione del 1935. 
I corridori che partirono da Bilbao furono 29 (gli iscritti erano 42), mentre coloro che tagliarono il traguardo di Gexto furono 23.

## Tappe
| Tappa  | Data     | Percorso                 | km  | Vincitore di tappa | Leader classifica generale |
| ------ | -------- | ------------------------ | --- | ------------------ | -------------------------- |
| 1ª     | 4 agosto | Bilbao > Vitoria         | 174 | Nicolas Frantz     | Nicolas Frantz             |
| 2ª     | 5 agosto | Vitoria > Pamplona       | 136 | Ottavio Bottecchia | André Leducq               |
|        | 6 agosto | giorno di riposo         |     |                    |                            |
| 3ª     | 7 agosto | Pamplona > San Sebastián | 266 | Julien Delbecque   | Nicolas Frantz             |
| 4ª     | 8 agosto | San Sebastián > Getxo    | 171 | Nicolas Frantz     | Nicolas Frantz             |
| Totale | Totale   | Totale                   | 746 |                    |                            |

## Classifica generale
| Pos. | Corridore          | Squadra        | Tempo     |
| ---- | ------------------ | -------------- | --------- |
| 1    | Nicolas Frantz     | Alcyion-Dunlop | 27h13'59" |
| 2    | Ottavio Bottecchia | Automoto       | a 5'39"   |
| 3    | Victor Fontan      | Individuale    | a 8'39"   |
| 4    | Julien Delbecque   | Armor-Dunlop   | a 8'58"   |
| 5    | Omer Huyse         | Automoto       | a 11'50"  |
| 6    | Jean Debusschere   | Alcyon-Dunlop  | a 12'20"  |
| 7    | Alfonso Piccin     | Automoto       | a 12'58"  |
| 8    | Gerard Debaets     | Alcyon-Dunlop  | a 19'51"  |
| 9    | Miguel Mucio       | Individuale    | a 19'54"  |
| 10   | Theophile Beeckman | Armor-Dunlop   | a 21'14"  |